# Sindringen

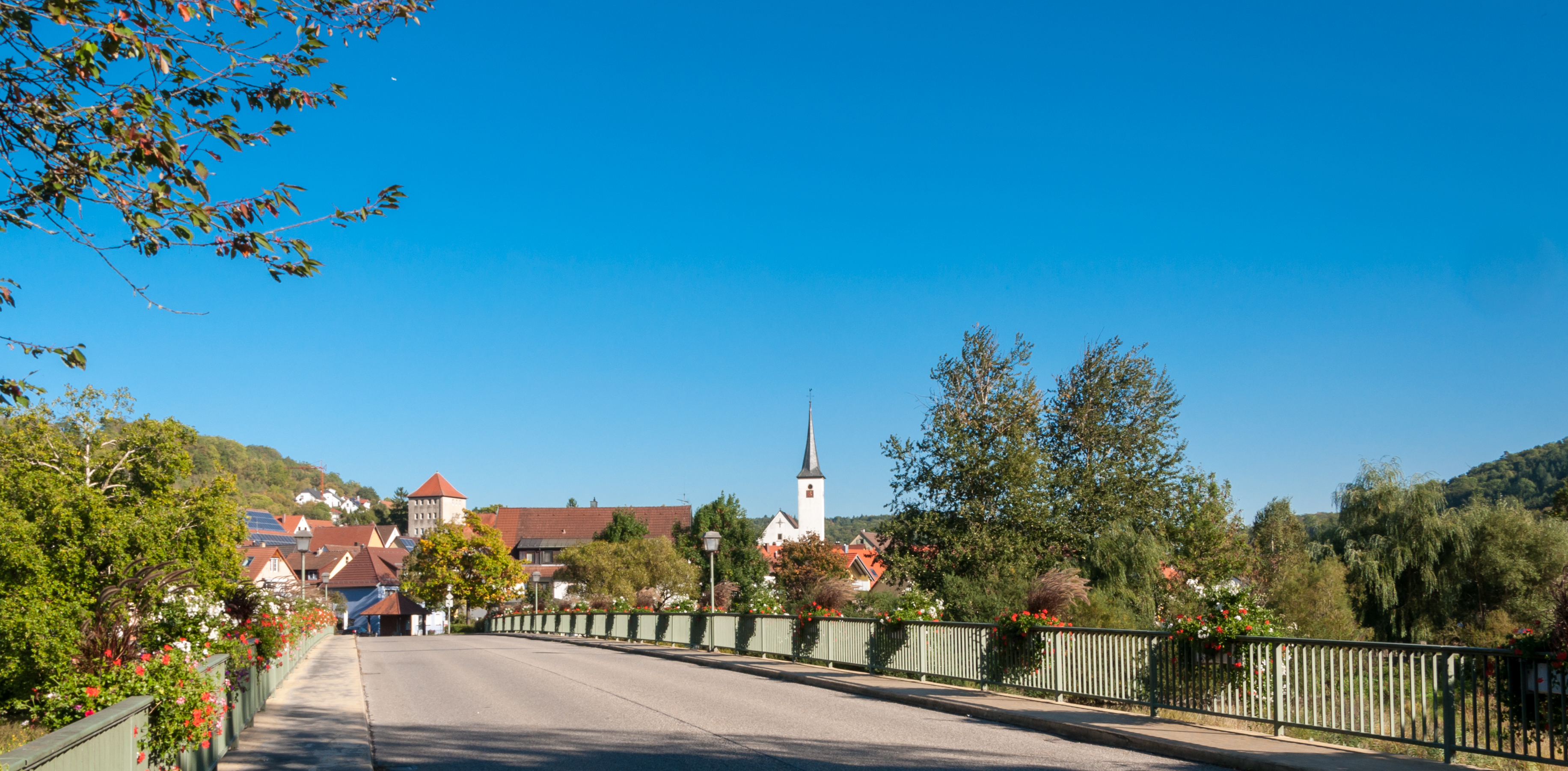
Sindringen von der Kocherbrücke aus gesehen

Sindringen ist ein Teilort von Forchtenberg im Hohenlohekreis im nördlichen Baden-Württemberg. Sindringen liegt am UNESCO-Welterbe Obergermanisch-Raetischer Limes.

## Geografie
Sindringen liegt am rechten Ufer des Kochers, in den hier die Sall mündet, etwa 8 km westlich (flussabwärts) des Hauptortes Forchtenberg. Zu Sindringen zählen die Höfe Holzweiler Hof und Neuzweiflingen (Trautenhof) sowie die Wohnplätze Schießhof und Ziegelhütte.

## Geschichte
Funde bezeugen, dass schon lange vor Beginn der Zeitrechnung Menschen in dieser Gegend gelebt haben. Kelten, Römer, Alamannen und Franken haben ihre Spuren in Sindringen hinterlassen. An Sindringen vorbei zogen die Römer dort einen Grenzwall, den Obergermanisch-Raetischen Limes, der über Öhringen ins Jagsttal führt. Das in der heutigen Ortslage errichtete Kleinkastell Sindringen war für die Überwachung des Kochers und der ihn überquerenden römischen Reichsgrenze zuständig. Die Spuren des antiken Grenzbefestigung erkennt man in einer von den Römern gebauten Furt am Kocher und an Funden in den Wäldern. Fundamente eines römischen Wachturmes sind oberhalb der Einmündung der Salltalstraße in die Kochertalstraße zu sehen.
Sindringen wurde 1037 erstmals im Öhringer Stiftungsbrief erwähnt. 1322 verliehen die Herren von Weinsberg dem Ort die Stadtrechte, ab 1328 war Sindringen im Besitz der Herren von Hohenlohe. Nachdem diese die Reformation eingeführt hatten, fiel die Stadt im 16. Jahrhundert an die katholische Linie Hohenlohe-Waldenburg-Bartenstein. Im Jahre 1744 kam es zum Sindringer Kalenderstreit. Den evangelischen Bürgern wurde vom Grafen Hohenlohe-Bartenstein das Feiern des Osterfestes nach dem julianischen Kalender am 29. März verboten, anstelle dessen sollte Ostern nach dem gregorianischen Kalender am 5. April begangen werden. Der evangelische Pfarrer Yelin wurde abgesetzt, und Bürgermeister Edelmann wurde misshandelt und in Haft genommen. Nach fünf Jahre dauernder Bedrängnis durch vom Grafen einquartierte Truppen zog der Markgraf von Ansbach mit Militär in Sindringen ein und unterwarf den hohenloheschen Grafen.
Im Zweiten Weltkrieg wurde Sindringen im April 1945 zwei Mal Ziel eines Luftangriffs, wodurch zwar rund ein Drittel der Gebäude in Brand geriet, aber keine Todesopfer zu verzeichnen waren.
Am 1. Januar 1972 schlossen sich die Städte Forchtenberg und Sindringen mit den Gemeinden Ernsbach und Muthof zur neuen Stadt Forchtenberg zusammen.
Eine verstärkte Bautätigkeit in den Jahren 1988 bis 1995 östlich der Stadtmauer mit der Schaffung von rund 120 neuen Wohnungen ließ die Einwohnerzahl in Sindringen auf über 1000 Personen steigen.

## Sehenswürdigkeiten

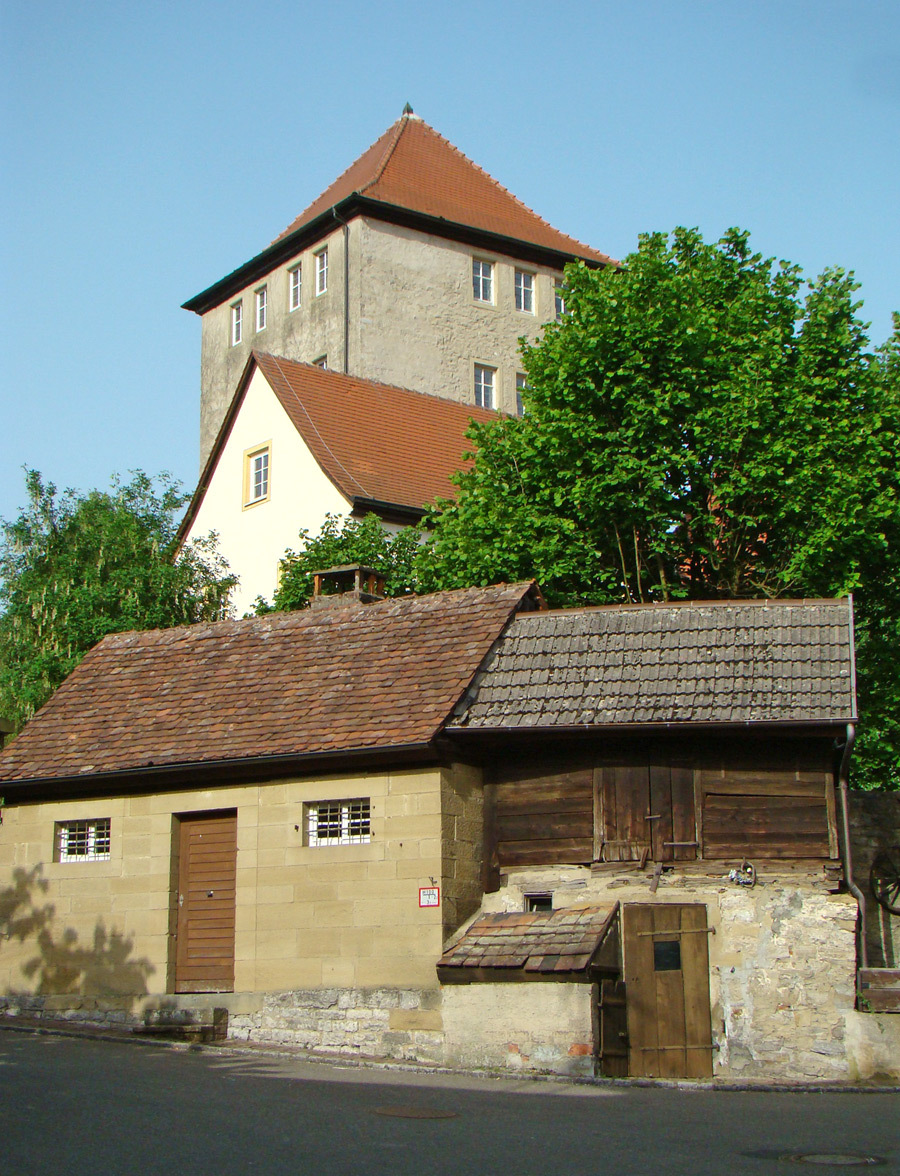
Ortsmitte von Sindringen

Sindringen hat ein mittelalterliches Stadtbild mit teilweise sanierter Stadtmauer. Die um 1100 errichtete Heilig-Kreuz-Kirche war ursprünglich eine dreischiffige romanische Basilika, die um 1600 erneuert und erweitert wurde. In ihrem Inneren befinden sich Fresken aus dem 14. Jahrhundert. Bemerkenswert sind außerdem die Stadtmühle und das in Privatbesitz befindliche Sindringer Schloss. Das ehemalige Rathaus von Sindringen wurde anstelle eines im Zweiten Weltkrieg zerstörten Pfarrhauses errichtet.

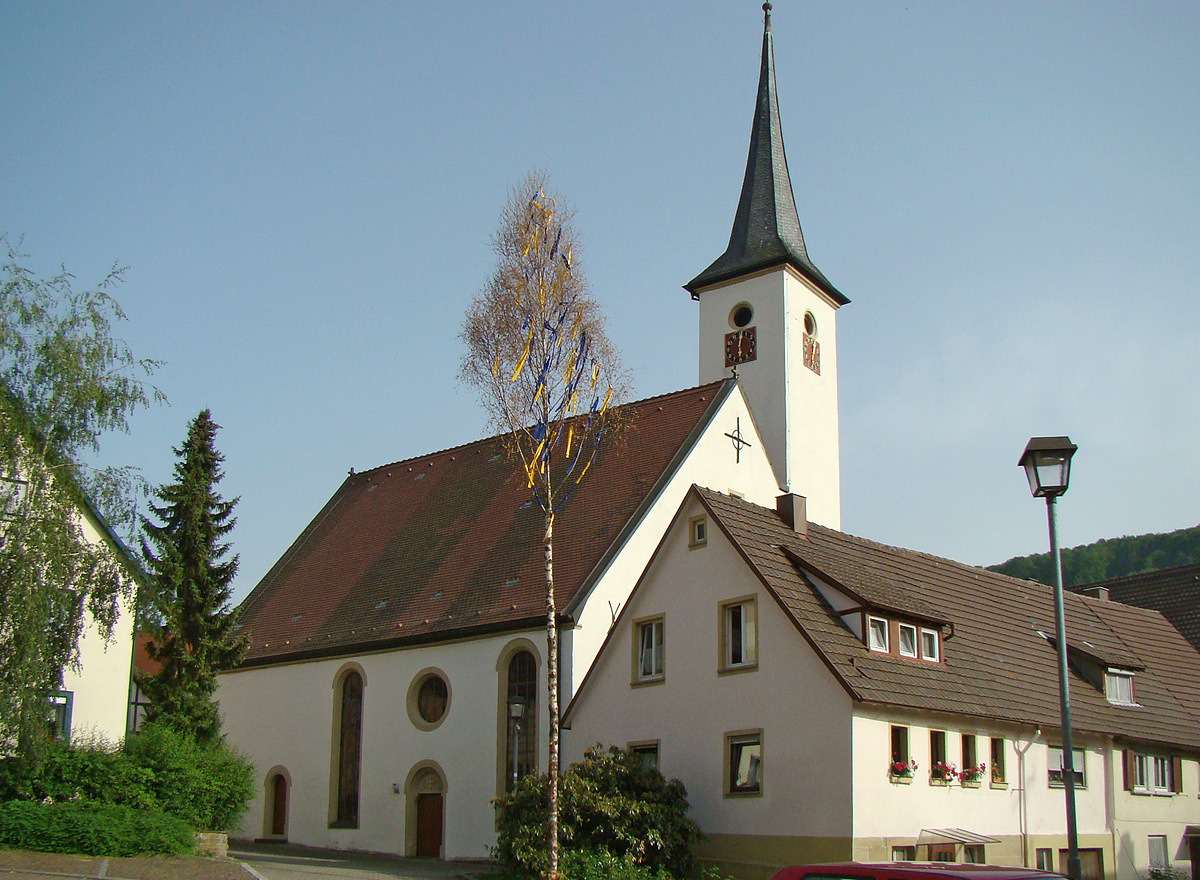
Kirche in Sindringen
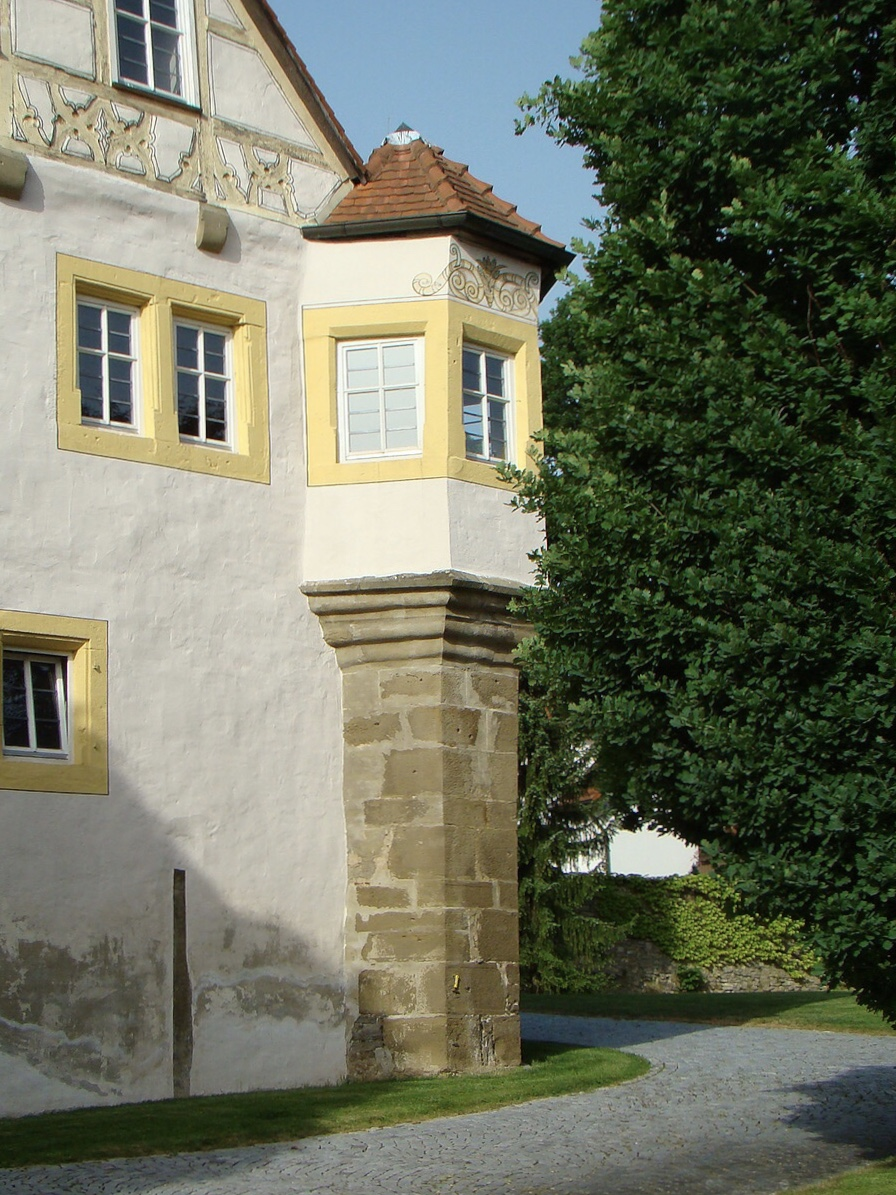
Schloss Sindringen, Erker
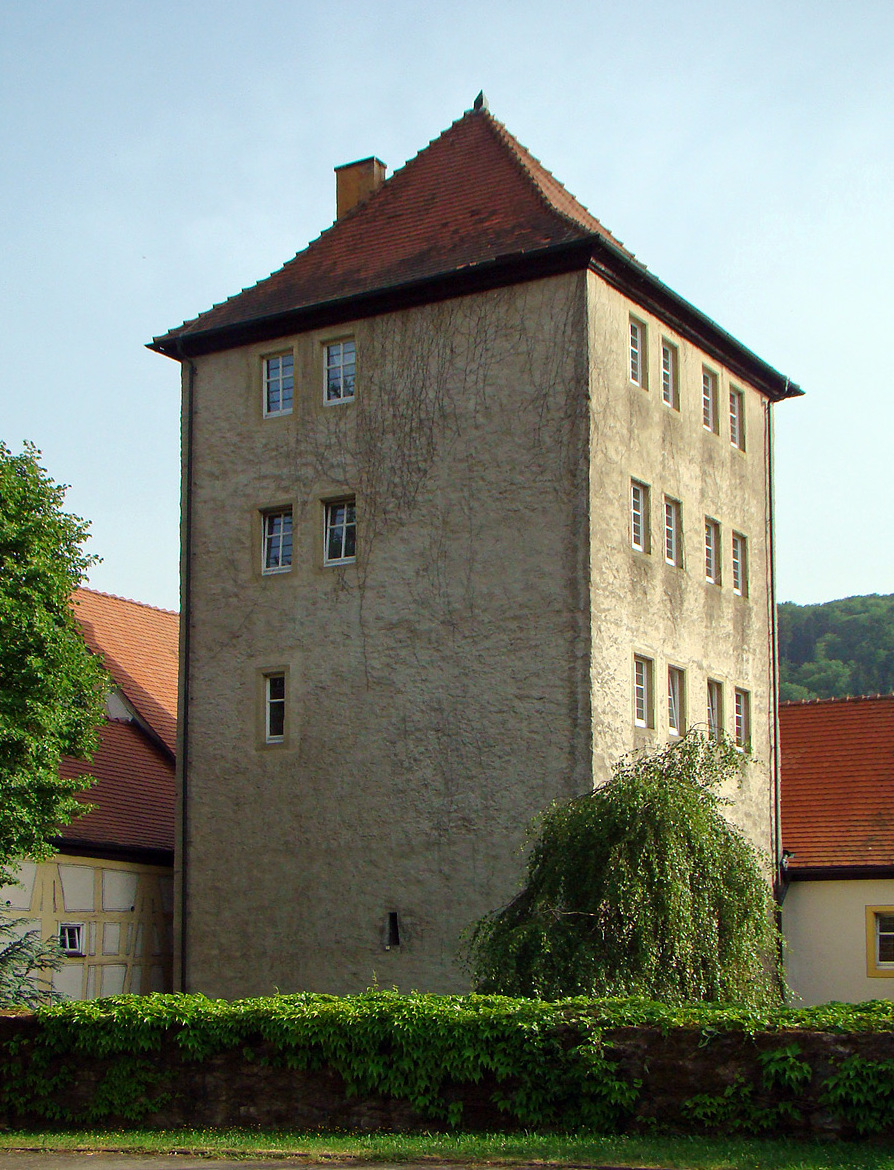
Schloss Sindringen, Wohnturm
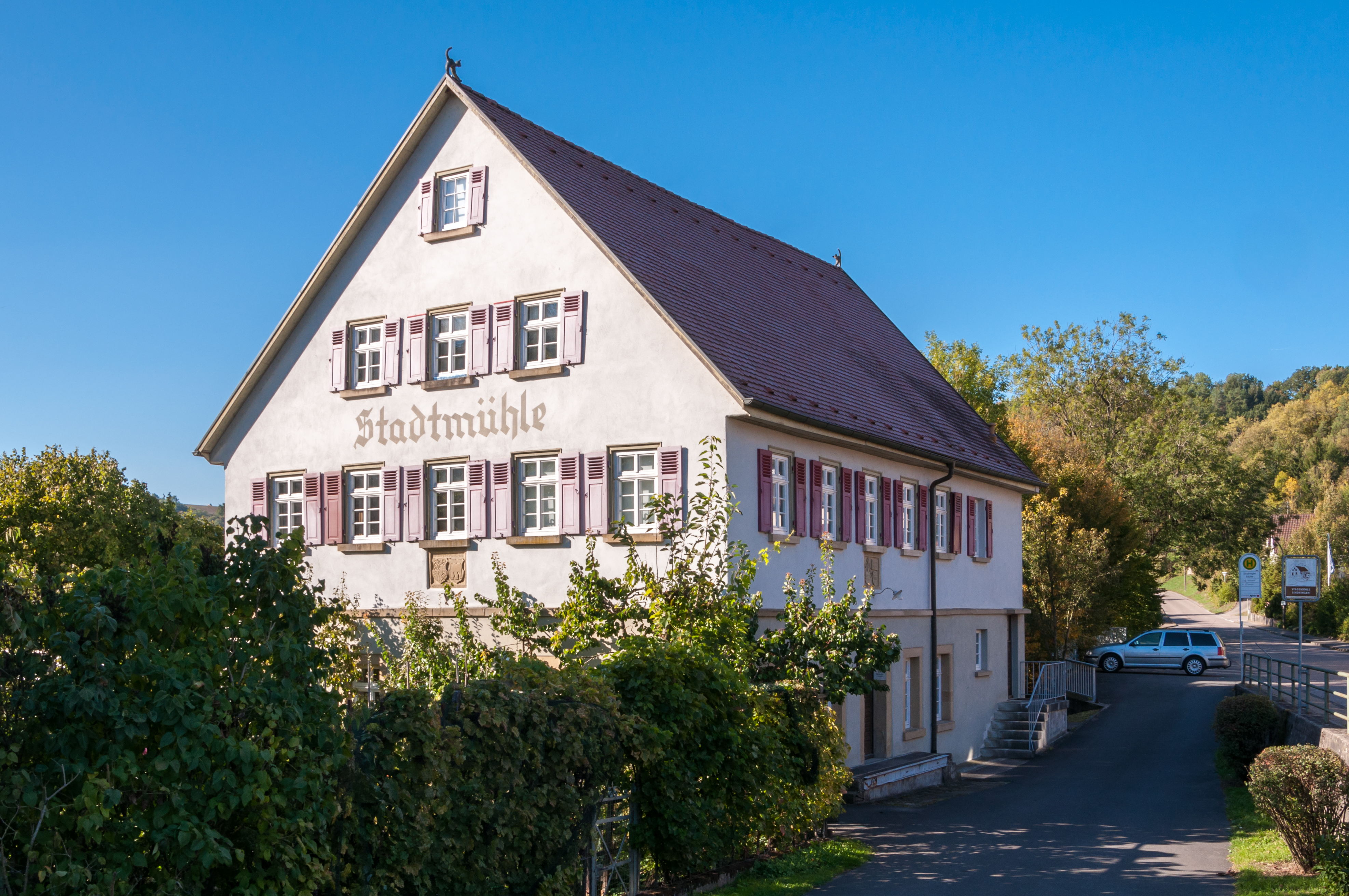
Stadtmühle

## Infrastruktur

### Verkehr
Sindringen liegt an der Kochertalstraße L 1045, die den Ort südlich tangiert. In sie mündet südöstlich von Sindringen die aus Richtung Zweiflingen / Öhringen kommende L 1050, die dann weiter westlich wieder abzweigt, die Ortsdurchfahrt bildet und weiter in Richtung Norden nach Jagsthausen führt. Der nächste Autobahnanschluss ist die Anschlussstelle 7 (Möckmühl) der Bundesautobahn 81 in ca. 13 km Entfernung über Lampoldshausen.
Der Öffentliche Personennahverkehr wird durch den Heilbronner Hohenloher Haller Nahverkehr sichergestellt.
Die nächsten Bahnhöfe liegen ca. 17 km entfernt in Öhringen an der Bahnstrecke Crailsheim–Heilbronn und ca. 21 km entfernt in Möckmühl an der Frankenbahn.

### Radfernwege
Durch den Ort führen folgende Radwanderwege:
- Der Kocher-Jagst-Radweg ist ein 340 km langer Rad-Rundweg, der an den Flüssen Kocher und Jagst in Baden-Württemberg entlangführt. Die beiden Flüsse sind dabei jeweils nur wenige Kilometer voneinander entfernt.
- Der Deutsche Limes-Radweg folgt dem Obergermanisch-Raetischen Limes über 818 km von Bad Hönningen am Rhein nach Regensburg an der Donau.

### Fernwanderwege / Wanderwege
Bei Sindringen überquert der Limes-Wanderweg des Schwäbischen Albvereins, ein Teilabschnitt des Deutschen Limes-Wanderwegs, den Kocher.
Seit 2017 führt durch Sindringen der Töpferpfad. Gestiftet von den Töpfern, die seit 1988 beim jährlichen Töpfermarkt teilnehmen.

## Persönlichkeiten
- Ludwig Gottfried Klein (1716–1756), Mediziner und Rat und Leibarzt der Grafen von Erbach